# Tres leches
El pastel, tarta o torta de tres leches es un postre tradicional latinoamericano. Consiste en un bizcocho bañado con tres tipos de lácteo: leche evaporada, media crema y leche condensada, que le dan su nombre. Suele acompañarse con un merengue de claras de huevo y con cerezas al marraschino y espolvoreado con canela en polvo si así lo desea. Usualmente, la receta no lleva mantequilla y por eso tiene una textura esponjosa. La decoración puede variar dependiendo de la región o del gusto del comensal. Se puede utilizar chantilly o betún de merengue. Puede prepararse de diferentes maneras, por ejemplo se puede agregar chocolate a la decoración, galletas oreo, cacahuates, fresas, almíbar de frutas, drip de chocolate o bien agregar dulce de leche (cajeta/manjar/arequipe), o alguna bebida alcohólica (ron, brandy, anís, etcétera) a la mezcla de los tres elaborados de leche.
Es un postre popular en México, Nicaragua, Venezuela, Panamá, Colombia, el Perú, Bolivia, Chile, Argentina, Ecuador, Costa Rica, Puerto Rico, la República Dominicana, y demás países de Centroamérica como El Salvador, Guatemala, Honduras, entre otros países de Hispanoamérica, pero también en Albania y España.

## Popularidad y orígenes

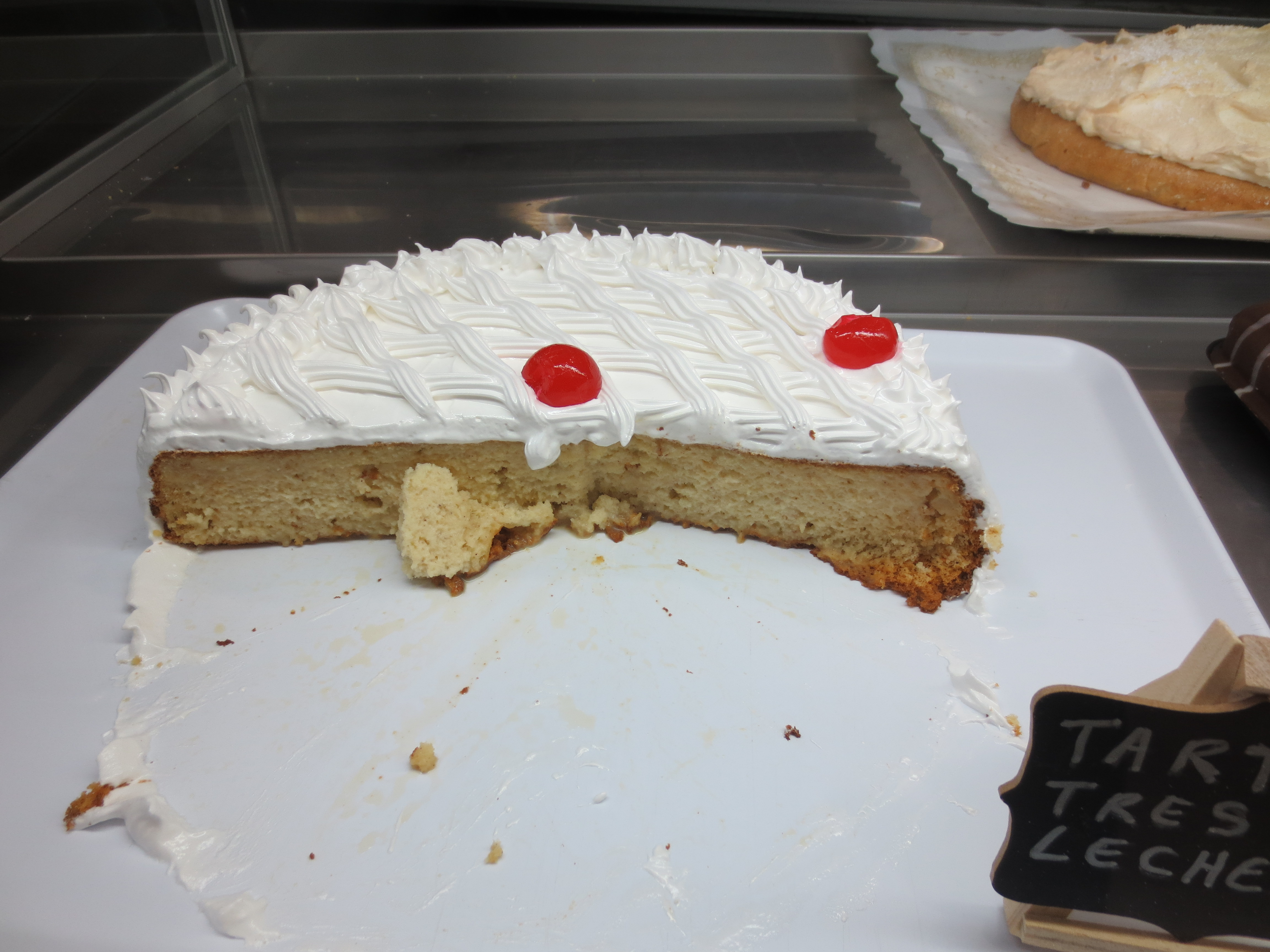
Tres leches peruana elaborada en una pastelería de España.

El origen exacto de los pasteles de tres leches es desconocido, sin embargo, se cree que este postre tiene sus raíces en Nicaragua.
Las recetas de postres de pastel remojado se vieron en Latinoamérica ya en el siglo XIX, probablemente como resultado de la gran transferencia intercultural que tuvo lugar entre Europa y las Américas. Aparecieron recetas en las etiquetas de leche condensada de la compañía suiza Nestlé en la década de los años 1940, lo que puede explicar la popularidad ampliamente difundida de la tarta en Hispanoamérica, ya que la empresa había creado filiales en Argentina, Chile, Cuba, Colombia, México y Venezuela en la década de los años 1930. En los últimos años, su popularidad también ha aumentado en Turquía bajo el nombre de trileçe. El pastel es popular en Norteamérica, Centroamérica y Sudamérica, y muchas partes del Caribe, las Islas Canarias, así como en Albania, España, Macedonia del Norte y algunas otras partes de Europa.

## Variantes
El éxito de este postre está basado en el sabor del jarabe y en la humedad exacta del bizcocho. Esto último se logra con el balance entre sabor y humedad sin que el bizcocho se rompa o desmorone. Cabe mencionar que este jarabe es utilizado también para la preparación de flanes, gelatinas, arroz con leche y postres en general. El jarabe debe tener una consistencia de hilo con las mezclas de las leches, por lo que es indispensable la leche evaporada.

### Cuatro leches
Postre hispanoamericano derivado de las «tres leches», cuya diferencia con las tres leches reside en que se le agrega otro ingrediente derivado de la leche. Este ingrediente adicional varía dependiendo el lugar, por ejemplo, en Chile, además de dulce de leche, a veces el ingrediente agregado es leche entera (conocida también como leche pasteurizada).

### Cinco leches
Al igual que las cuatro leches este postre también es derivado de las «tres leches», pero esta vez, aparte de los cuatro ingredientes de las cuatro leches, se le ha agregado un quinto ingrediente, leche de coco —muy abundante en Centroamérica—, aunque este ingrediente no tendría nada que ver con los derivados de la leche de vaca.

### Otras variantes
Existe la variante seis leches, que incorpora merengue por encima, y algunos creativos denominan siete leches al que incorpora canela, aunque en Bolivia el tres leches clásico siempre lleva canela. Otras variantes incorporan leche de almendra. También puede añadirse cacao en polvo y de este modo se obtiene el famoso tres leches de chocolate.

### Rellenos
Este postre tiene una gran variedad de rellenos como fruta natural, mousse de varios sabores e incluso flan napolitano (también llamado pastel imposible). Existen varias coberturas, como butter cream (crema de mantequilla), de la cual también se pueden agregar sabores y colores.